# لعب مطول (ألعاب فيديو)
اللعب المطول (بالإنجليزية: Longplay)‏ وهو القيام بلعب لعبة فيديو بغرض إتمام مراحلها وسبر خباياها قدر الإمكان من أجل الحنين، تسجيلها من أجل حمايتها من الاندثار أو من أجل مشاركتها مع من لا يريد لعب اللعبة لكنه مهتم بقصتها أو طريقة لعبها.
ما يميز اللعب المطول هو أنّه يقوم بتسجيل المعالم المهمة للعبة، مثل المشاهد السينمائية ومحاولة لعب كل اللعبة قدر المستطاع وعدم إهمال أي جزء مهم منها.

## الطريقة
يتم تسجيل الألعاب ببرامج تسجيل لقطات الشاشة وتحويلها إلى فيديو، وهذا يتم بطريقتين، الأولى تكون بلعب الألعاب على جهاز الكمبيوتر، سواءاً كانت مخصصة للكمبيوتر أو يتم محاكاتها ببرنامج مخصص لها. الطريقة الثانية تكون مباشرة من جهاز ألعاب موصول بأداة أو حتى ببرنامج مدمج مع ذلك الجهاز.

## الإصطلاح والتاريخ
مصطلح اللعب المطول واللعب السريع (محاولة إنهاء اللعبة في أقصر وقت ممكن) وبقية الاصطلاحات المتعلقة بتسجيل ألعال الفيديو لم تظهر إلاّ في السنوات الأخيرة، نظراً إلى الحاجة إلى موارد لتخزين ومشاركة هذه الفيديوهات التي تتسم بالمتعة والمنافسة. وقد ساهم موقع يوتيوب في نشر هذه الثقافة، حتى أن شركة غووغل قامت بإنشاء فرع خاص بفيديوهات الألعاب، مع إتاحة خاصية البث المباشر للاعبين وهو الأمر الذي يقوم به موقع تويتش كذلك.